# Závodní videohra
Závodní videohra je videoherní žánr, ve kterém se hráč účastní nějakého závodu s cílem v něm dosáhnout co možná nejlepšího umístění. Může jít o videohru založenou jak na reálném světě, tak o hru žánru fantasy, ve které hráč závodí ve zcela smyšleném světě. Dále se žánr dělí na videohry typu závodních simulátorů a na arkádové závodní hry; typicky jsou závodní simulátory založeny na reálném světě, zatímco arkádové hry jsou žánru fantasy. V 90. letech 20. století se navíc vyvinul speciální podžánr zvaný kart závodní videohry. Někdy jsou závodní videohry řazeny do kategorie sportovních videoher. 
Mezi nejznámější závodní videohry patří tituly jako Forza Horizon, Mario Kart, Need for Speed, Asphalt, DiRT Rally, FlatOut, GRID, TrackMania nebo Assetto Corsa, nicméně závodní režimy poskytují například i videohry ze série Grand Theft Auto.